# Pieni Mäntysaari (ö i Södra Karelen, Villmanstrand, lat 61,30, long 28,06)
Pieni Mäntysaari är en ö i Finland. Den ligger i sjön Saimen och i kommunen Taipalsaari i den ekonomiska regionen  Villmanstrands ekonomiska region  och landskapet Södra Karelen, i den södra delen av landet, 210 km nordost om huvudstaden Helsingfors. Öns area är 20,3 hektar och dess största längd är 1,2 kilometer i sydväst-nordöstlig riktning.